# Polyalthia simiarum
Polyalthia simiarum är en kirimojaväxtart som först beskrevs av Buch.-ham., Joseph Dalton Hooker och Thomas Thomson, och fick sitt nu gällande namn av George Bentham och William Jackson Hooker. Polyalthia simiarum ingår i släktet Polyalthia och familjen kirimojaväxter.

## Underarter
Arten delas in i följande underarter:
- P. s. cochinchinensis
- P. s. parvifolia